# Fouad Afkir
Fouad Afkir, né le 3 août 1984 à Rotterdam (Pays-Bas), est un joueur international néerlandais de futsal.

## Biographie
Fouad Afkir naît à Rotterdam et grandit dans le quartier De Kuip au sein d'une famille marocaine.

### En club
Il commence le futsal au ZVV Hilversum en Eredivisie. Plus tard, il s'engage au Malabata Futsal.
Le 7 juin 2010, il s'engage au TPP-Rotterdam, le club de sa ville natale.
Le 4 juin 2014, à la suite de problèmes financiers dans son club précédent et un passage dans le club de futsal amateur Maroc Stars FC, il s'engage au ZVV 't Knooppunt. Le 13 novembre 2015, Afkir inscrit un doublé contre le champion en titre, le FC Eindhoven à l'extérieur (victoire, 3-5). Le 28 mai 2016, il perd la finale du championnat néerlandais contre l'ASV Lebo après une séance de penaltys (match nul, 3-3).
Le 6 juin 2018, tous les joueurs du ZVV 't Knooppunt, dont Fouad Afkir, se retrouvent sans clubs à la suite d'un licenciement du club de la Fédération royale néerlandaise de football pour des raisons de financements illégales,.
Le 22 juin 2019, Afkir, sans club, signe au FCK De Hommel, étant transféré en même temps qu'Omar Nejjari. Afkir dispute la saison 2019-2020 en Eredivisie sous le maillot du FCK De Hommel aux côtés d'Adil Zouthane et Najib El Allouchi.
Le 29 août 2023, il s'engage pour une saison au ZVC Veenendaal en Eredivisie.

### Carrière internationale
Le 11 mars 2009, il dispute son premier match international contre la Belgique sous la houlette de l'entraîneur Vic Hermans, entouré de Mohammed Attaibi ou encore Jamal El Ghannouti (victoire, 0-1).

## Style de jeu
Fouad Afkir joue principalement depuis l'arrière et du côté gauche. Selon l'entraîneur Mohammed Ahrouch, Afkir est le meilleur joueur de l'histoire du club du TPP-Rotterdam (entre 2012 et 2014).

## Palmarès
- 2016 : Champion des Pays-Bas avec le ZVV 't Knooppunt
- 2017 : Champion des Pays-Bas avec le ZVV 't Knooppunt
- 2017 : Finaliste de la Coupe des Pays-Bas avec le ZVV 't Knooppunt
- 2018 : Vice-champion des Pays-Bas avec le ZVV 't Knooppunt